# بارك نا راي
بارك نا راي (بالكورية: 박나래)‏ هي ممثلة كوميدية كورية جنوبية، ولدت يوم 25 أكتوبر 1985 في مقاطعة جولا الجنوبية في كوريا الجنوبية.

## روابط خارجية
- Park Na-rae على موقع IMDb (الإنجليزية)